# Accident nucléaire de Palomares

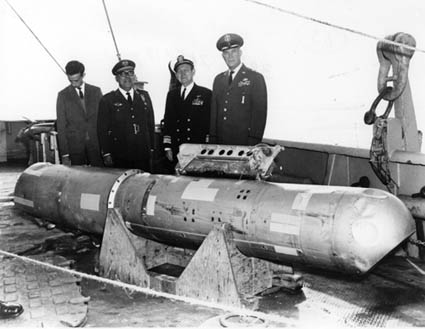
La bombe nucléaire B28, retrouvée à 870 m de fond, sur le pont de lUSS Petrel (ASR-14)

L'accident nucléaire de Palomares, survenu le 17 janvier 1966, est la conséquence d'une collision entre un Boeing B-52G du Strategic Air Command et un KC-135 Stratotanker de l'US Air Force, au cours d'un ravitaillement en vol. L'accident se produit à 9 450 mètres d'altitude au-dessus de la mer Méditerranée, au large des côtes espagnoles, à proximité du village de Palomares (province d'Alméria).
Lors de cet accident, les deux avions sont détruits, faisant huit morts parmi leurs équipages. Sur les quatre bombes H que transportait le bombardier, deux sont détruites lors de leur impact au sol — sans explosion nucléaire mais avec dispersion de matière radioactive — sur la côte, près de Palomares, une dont le parachute de secours s'est déployé est récupérée intacte. Une autre, tombée en mer, ne sera récupérée qu'après d'intenses recherches 89 jours plus tard, le 7 avril 1966.
Une partie de la côte d'Almería, d'une superficie de 40 ha était toujours contaminée en 2012.

## Contexte

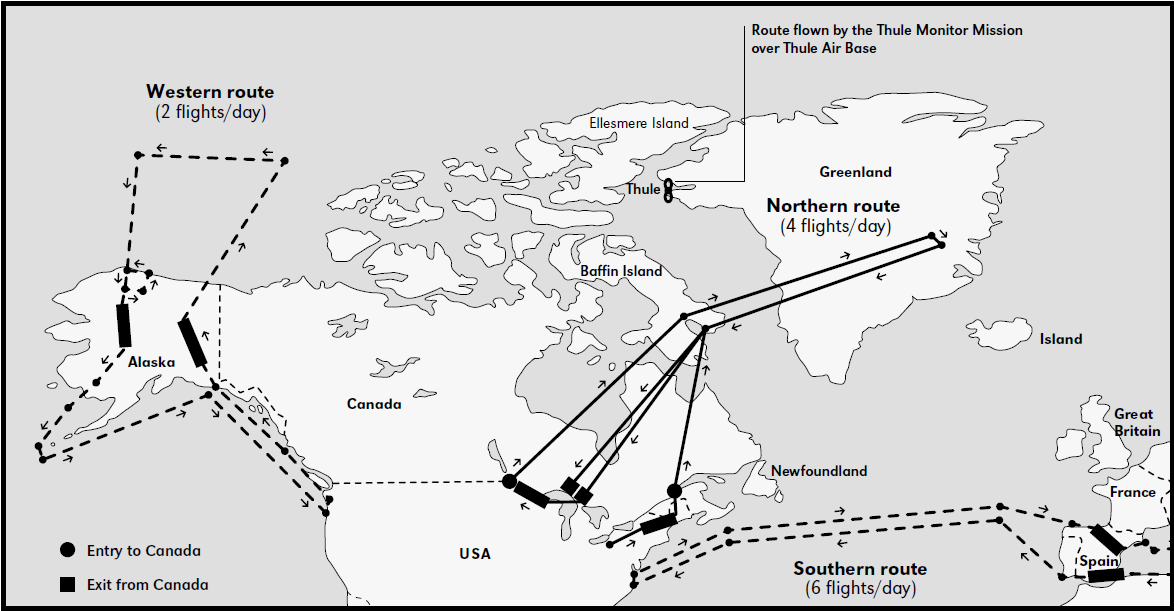
Vols dans le cadre de l'opération Chrome Dome en 1966.

Cet accident nucléaire se produit dans le cadre de l’opération Chrome Dome, programme militaire de l'United States Air Force pendant la période de la Détente qui vise à assurer la protection totale du territoire nord-américain.

## Déroulement de l'incident

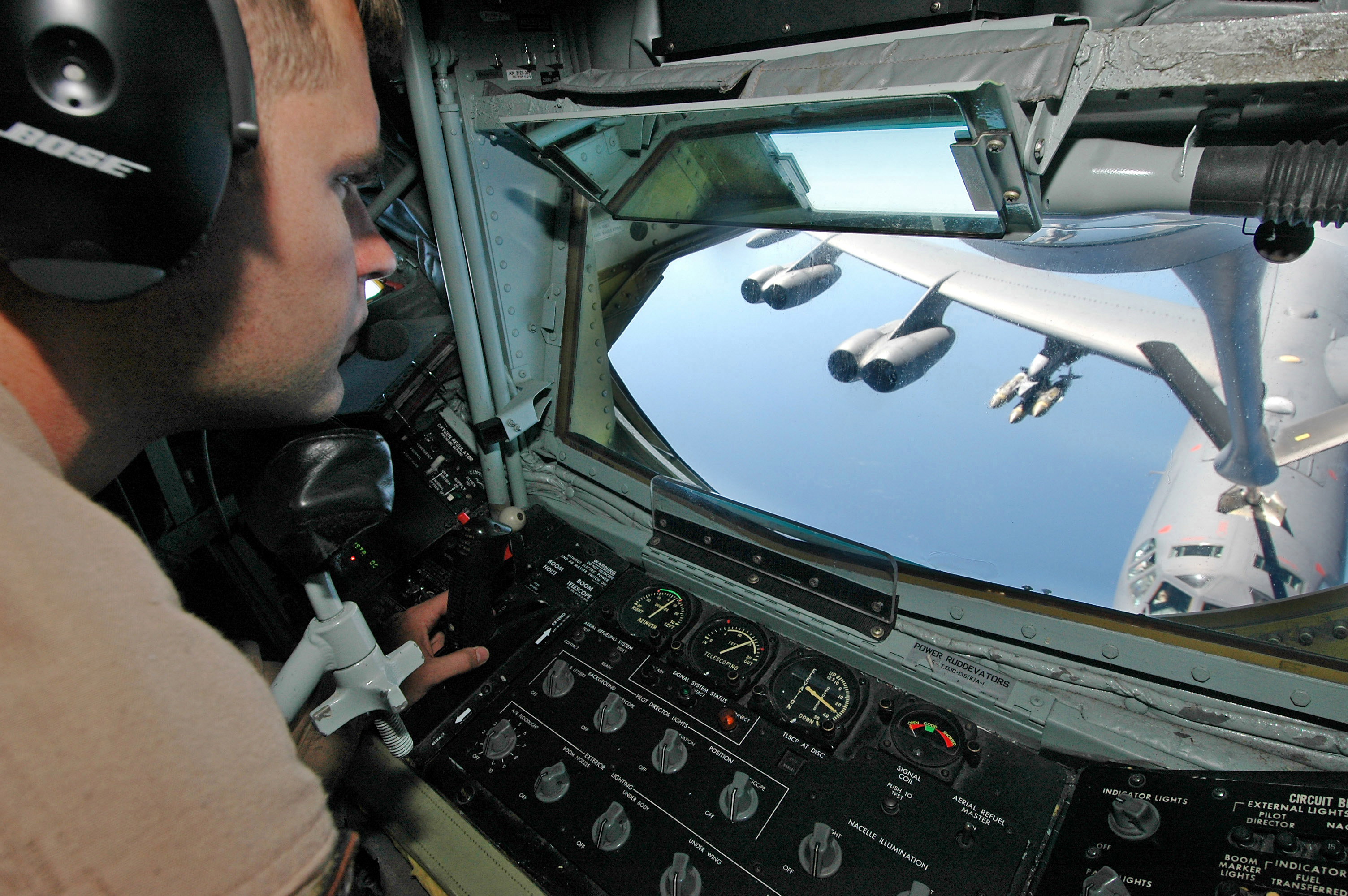
Vue d'un B-52 à bord d'un KC-135 ravitailleur.

Au cours d'un ravitaillement de carburant en vol au large de Palomares, en Espagne, un KC-135 américain percute le B-52 qu'il ravitaille. Le KC-135 est complètement détruit lorsque ses réservoirs s'embrasent, tuant ses quatre hommes d'équipage. Le B-52G se brise en plusieurs morceaux, tuant trois des sept membres d'équipage, les autres ayant pu sauter en parachute. Au total sept membres d'équipage sont tués.
Des quatre bombes H de type Mk 28 que le B-52G transportait, trois sont retrouvées à terre près du village de Palomares en Andalousie. Deux, dont les parachutes ne se déploient pas, sont détruites à l'impact au sol : leurs explosifs conventionnels explosent en dispersant une quantité de plutonium estimée à 4,5 kg[réf. souhaitée] sur 250 hectares jusqu'aux fermes situées à 1,6 km des côtes, ainsi que de l'uranium de qualité militaire. La troisième bombe touche le sol et reste presque intacte près de Palomares.
La quatrième bombe est perdue au large des côtes espagnoles, et n'a été retrouvée que plus de 80 jours plus tard à plus de 800 m de profondeur.

## Suites de l'affaire

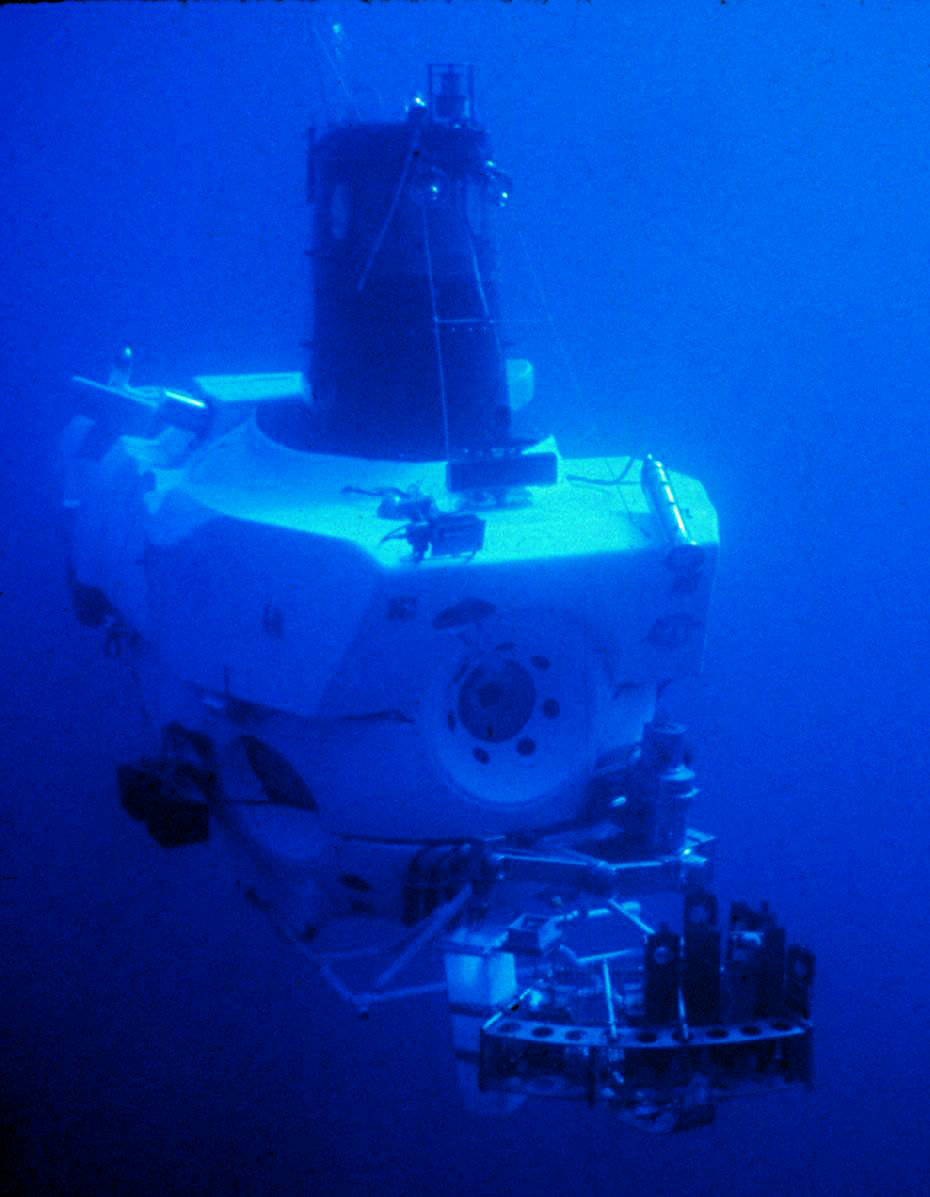
Un sous-marin ALVIN.

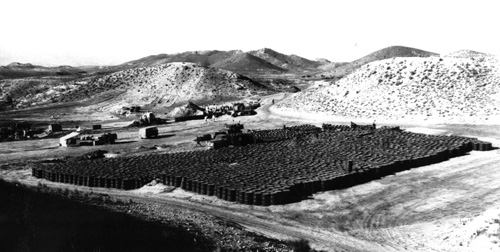
Les barrils de terre contaminée en attente de transport vers les États-Unis.

Le département de la Défense des États-Unis dément avoir perdu des bombes, alors que la presse est au courant.
Un énorme dispositif aérien et naval cherche pendant presque trois mois la quatrième bombe : une fouille de 80 jours impliquant 3 000 hommes et 38 vaisseaux de l'US Navy permet à un sous-marin ALVIN de retrouver la bombe à 869 mètres de profondeur, à 8 km du rivage. Elle n’a été trouvée que quand le commandement militaire américain a fini par écouter le témoignage de Francisco Simó Orts, un pêcheur devenu héros local, connu en Espagne sous le sobriquet de Paco el de la bomba (« Paco, le type de la bombe ») qui, à bord de son chalutier, avait repéré avec ses jumelles le point d'impact d'un gros tube gris doté de son parachute gris de sécurité.
L’Espagne exige des États-Unis de reprendre ce qui reste de terre polluée et de la transporter dans son territoire.
Durant la première opération de décontamination, 1 400 tonnes de sol légèrement contaminé sont expédiées vers le centre de retraitement de Savannah River Site à Aiken en Caroline du Sud. Les plants de tomates contaminés sont enterrés ou brûlés. L'Espagne n'ayant pas édicté de mesures en cas d'accident nucléaire, les États-Unis, en concertation avec l'Espagne, appliquent les recommandations utilisées au site d'essais du Nevada concernant le plutonium et les autres substances radioactives.
Pour tenter de sauver la saison touristique, les autorités organisent une vaste campagne de communication : sous l'œil d'une vingtaine de caméras du monde entier et d'une nuée de photographes, l’ambassadeur américain Angier Biddle Duke invite plusieurs ministres espagnols dont Manuel Fraga à se baigner en mer, pour prouver qu’il n’y a aucun danger radioactif. Mais, prudemment, ils ont choisi une plage située à 15 kilomètres du lieu d’impact des bombes.
En 1971, seuls 100 villageois (6 % de la population) sont examinés. 29 tests de contamination positifs sont écartés car jugés « statistiquement insignifiants ». En date de 2008, certaines zones restent encore contaminées. Selon un rapport de la Defense Nuclear Agency (DNA) de 1975 : « Palomares demeure l'un des quelques sites dans le monde servant de laboratoire expérimental, probablement le seul offrant un regard sur une zone agricole ».
Sur les 714 personnes suivies jusqu'en 1988, 124 avaient un taux de plutonium dans les urines supérieur au minimum détectable.
En 2008, en pleine frénésie immobilière, des promoteurs s’intéressent à cette partie de la côte d’Almeria mais le taux d’américium est très largement supérieur au maximum autorisé. La zone est déclarée inconstructible : des terrains de Palomares restent clôturés et une partie de ses 1 500 habitants voyagent à Madrid, deux fois par an, pour subir une inspection médicale. Les rapports médicaux de 1966 n’ont été déclassifiés qu’en 1986. Quand l’accident a eu lieu, les explosifs non atomiques ont explosé, mais pas les engins nucléaires. Pourtant deux détonateurs ont été activés[réf. souhaitée].

## Conséquences sur les relations diplomatiques américano-ibériques
La publication de plusieurs documents de WikiLeaks, a rafraîchi cette affaire.
En 2009, Miguel Ángel Moratinos et Hillary Clinton se sont entretenus sur Palomares. José Luis Rodríguez Zapatero a parlé aussi du sujet avec Joe Biden, mais les États-Unis craignent un précédent; un accident semblable à Thulé, Groenland eut lieu aussi, en 1968, et il y a une liste d’incidents nucléaires moins graves, mais significatifs, dans d’autres pays. « Peu importe qui paie les travaux définitifs de décontamination, a dit récemment[Quand ?] Pedro Caicedo, le maire de Cuevas del Almanzora, commune dans laquelle se trouve le village de Palomares, mais il faut le faire et nous le demandons à notre gouvernement. »
Aussi le ministère des Affaires étrangères espagnol, dans un procès-verbal du mois de décembre 2010, demanda aux Américains d’agir « sans délai » pour finir de façon définitive le nettoyage.
Le 19 octobre 2015, le secrétaire d'État américain John Kerry et le ministre espagnol des Affaires étrangères José Manuel García-Margallo signent un accord dans lequel les États-Unis s'engagent à prélever quelque 50 000 m3 de terres contaminées et les expédier sur le sol américain par voie maritime.

## Dans la fiction

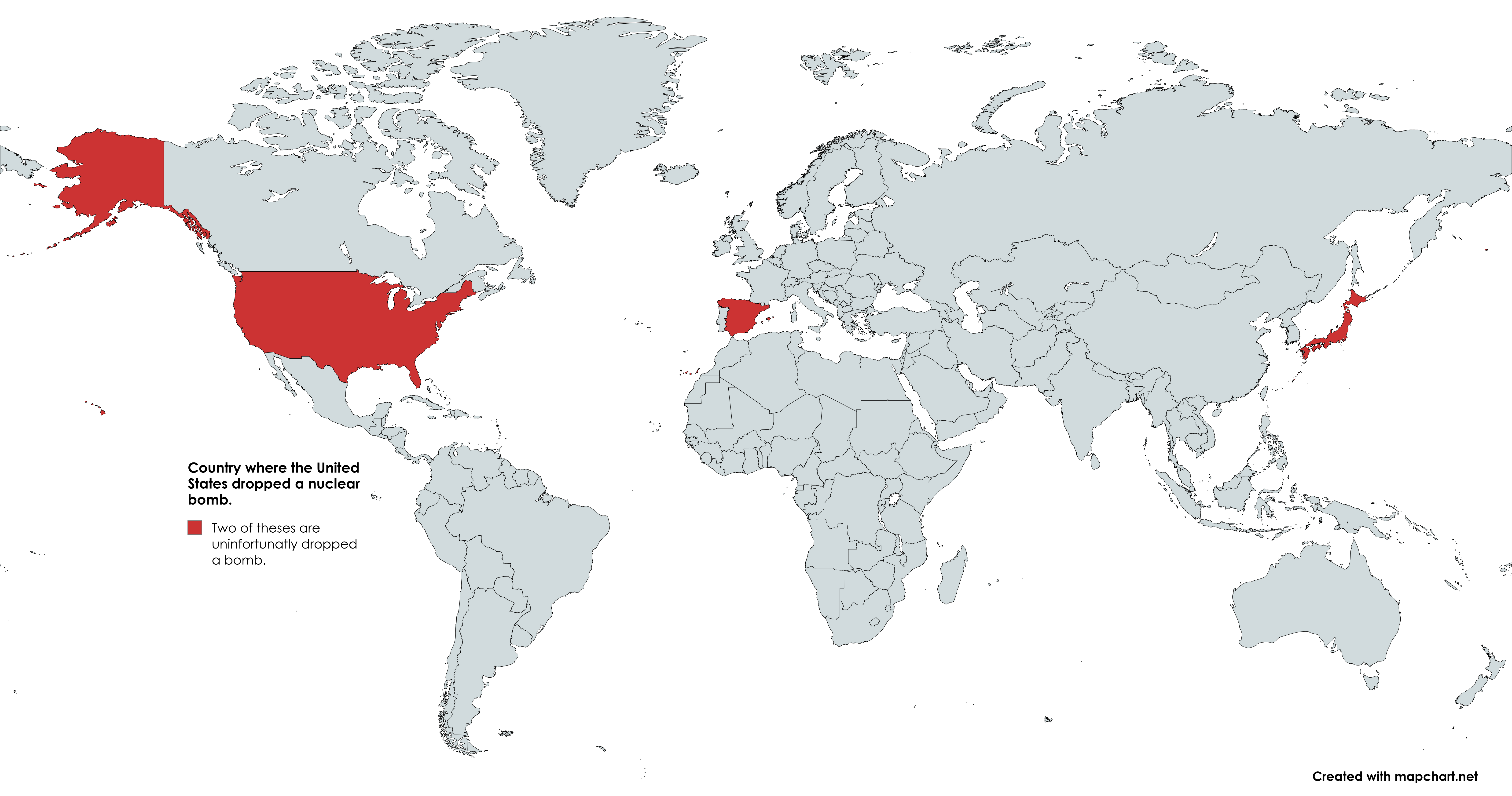
Une carte des pays sur lesquels les Etats-Unis ont largué une bombe nucléaire. Cette carte est souvent reprise de manière humoristique grâce a l'apparence surréaliste de l'information. Le largage accidentel sur l'Espagne y est renseigné ainsi que les essais nucléaires que les USA ont réalisés sur leur propre sol, ainsi que les bombardements d'Hiroshima et de Nagasaki au Japon.

Sorti en décembre 1966, le film musical Finders Keepers avec Cliff Richard, met en scène cet incident.
Un roman d'espionnage, Opération Palomarès, de Marc Arno, publié en 1966 aux éditions Fleuve Noir Espionnage (no 558) relate à sa manière cet incident.
Michel Bataille s'en inspire pour son roman L'Arbre de Noël (1967), adapté au cinéma sous le même titre en 1969.
L'accident est au cœur du scénario du film Le Jour où les poissons sont sortis de l'eau réalisé par Michael Cacoyannis et sorti en 1967.
Il est aussi la base de l'album Bombes H sur Almeria de la série "Lefranc" créée par Jacques Martin (Casterman, 2024).